# Opisthocystis curvistylus
Opisthocystis curvistylus är en plattmaskart som beskrevs av Timoshkin 1986. Opisthocystis curvistylus ingår i släktet Opisthocystis och familjen Polycystididae. Inga underarter finns listade i Catalogue of Life.